# 크리스타 매콜리프

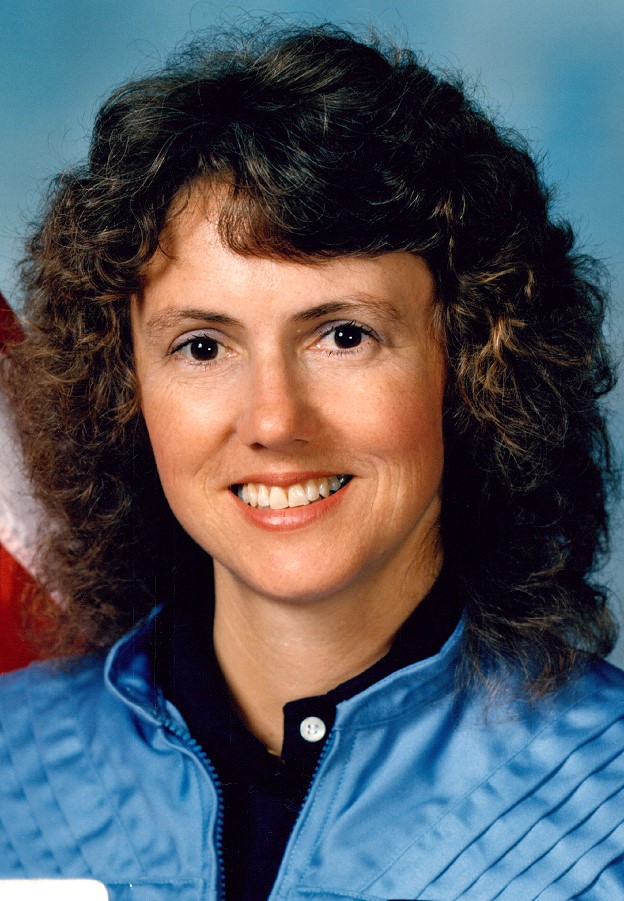
크리스타 매콜리프

크리스타 매콜리프(Christa McAuliffe, 1948년 9월 2일 ~ 1986년 1월 28일)는 미국의 우주 비행사로, 최초의 여성 민간인 우주 비행사이다.
1948년 미국 매사추세츠주 보스턴 출생으로 1970년 프래밍험 주립 대학을 졸업하고 스티브 매콜리프와 결혼해 워싱턴에 정착하였다. 그곳에서 교사가 되어 중학교에서 역사와 사회, 경제, 법률 등을 가르치다가 1978년 뉴햄프셔주의 콩코드로 이사하고 1982년부터 콩코드 고등학교에서 근무했다.
1985년 7월 19일 NASA의 우주인 모집 공고를 접한 후 교사로서 지원해 1만 1,000대 1의 경쟁률을 뚫고 우주왕복선 챌린저 호의 탑승원으로 최종 선발되었다.
1986년 1월 28일 챌린저 호에 선장 딕 스코비, 조종사 마이클 스미스, 탑승운용기술자 엘리슨 오니즈카, 그레고리 자비스, 주디스 레스닉 등 군인과 기술자 외에 특수 임무를 안고 탑승한 물리학자 로널드 맥네어와 함께 우주선에 탑승하였다.
그러나 챌린저 호가 발사 73초만에 공중 폭발하여 매콜리프를 포함한 모든 승무원이 사망했다.
그녀의 죽음 이후, 모교에서는 그녀의 이름을 딴 장학금이 만들어졌고, 사후 18년 만인 2004년, 의회 명예 메달이 수여되었다.

## 경력
- 1982년 메릴랜드고등학교 사회 교사
- 1985년 NASA 우주참가자

## 수상 내역
- 2004년 의회 명예 메달